# Kessler-Syndrom
Das Kessler-Syndrom, oder auch Kessler-Effekt, ist die angenommene kaskadierende Zunahme der Zahl kleiner Objekte des Weltraummülls durch zufällige Kollisionen. Benannt ist dieses Szenario nach Donald J. Kessler. Als Astronom hatte er Fragmentationsprozesse im Asteroidengürtel statistisch modelliert und übertrug dies als NASA-Mitarbeiter auf die Objekte in Erdnähe. 1978 warnte er, dass die Raumfahrt für kommende Generationen riskanter werde.
Kollisionen zwischen kleinen Objekten sind sehr unwahrscheinlich, weil diese einander meist verfehlen. Kollisionen zwischen den vergleichsweise wenigen großen Objekten sind ebenfalls unwahrscheinlich (und vermeidbar, siehe jedoch die Satellitenkollision am 10. Februar 2009). Die Zahl der kleinen Objekte nimmt also hauptsächlich durch Kollisionen mit großen Objekten zu. Dabei kann die Sprengkraft aus der kinetischen Energie des Impaktors das größere Objekt fragmentieren.
Kessler empfahl, möglichst bald von der damals gängigen Praxis abzukommen, große Objekte wie Nutzlastverkleidungen, ausgebrannte Oberstufen und ausgediente Satelliten im Orbit zu belassen. Das würde die gefährliche Entwicklung verlangsamen, aber nicht verhindern.

## In der Fiktion
Das Kessler-Syndrom spielt eine Rolle in Ken MacLeods Roman The Sky Road, in Peter F. Hamiltons Roman Fallen Dragon, dem Film Gravity und dem Anime Planetes (プラネテス). Es ist eine negative Anomalie auf kolonisierbaren Planeten im 4X-Strategiespiel Endless Space. Im Roman Amalthea (Originaltitel: Seveneves) von Neal Stephenson bricht der Mond der Erde in mehrere Stücke, diese kollidieren miteinander und zerlegen sich weiter in einer Kettenreaktion.